# Tmux
tmux (خوانده می‌شود: تی‌ماکس) یک برنامه کاربردی است که به کمک آن می‌توان یک ترمینال مجازی را به قسمت‌های مختلفی تقسیم کرده، به طوری که در هر قسمت بتوان برنامه دلخواهی را اجرا کرد. به این عمل تسهیم کردن ترمینال (به انگلیسی: terminal multiplexing) گفته می‌شود و در مواقعی که کاربر قصد دارد برنامه‌های خط فرمانی مختلفی را اجرا کند، می‌تواند مورد استفاده قرار گیرد. کاربر به کمک این برنامه می‌تواند یک ترمینال مجازی را اجرا کرده، آن را به قسمت‌های مختلفی تقسیم کند و سپس در هر قسمت برنامه کاربردی مورد نظر خود را اجرا کند. می‌توان در هر زمان دلخواه با فشردن کلیدهایی بین این برنامه‌ها جابجا شد یا آن‌ها را از ترمینال جدا کرد (بدون اینکه اجرای آن‌ها متوقف شود). این برنامه توسط پروژه اپن‌بی‌اس‌دی توسعه داده شده و تحت پروانه بی‌اس‌دی منتشر می‌شود. این برنامه را می‌توان در مخازن نرم‌افزاری سیستم‌عاملهای مختلف پیدا کرد و همچنین این برنامه در نصب پیشفرض سیستم‌عامل اپن‌بی‌اس‌دی وجود دارد. در طراحی این برنامه سعی شده که تا حد امکان با برنامه گنو اسکرین سازگار باشد تا کاربران این برنامه هم بتوانند به راحتی از تی‌ماکس استفاده کنند.